# Ruth Brown
Ruth Brown, född Ruth Weston den 12 januari 1928 i Portsmouth, Virginia, USA, död 17 november 2006 i Las Vegas, Nevada, USA. Brown var en amerikansk Rhythm & blues-sångerska.
Brown anses vara en av de kvinnliga R&B-pionjärerna. Hon slog igenom 1949 och hade sin storhetstid på Atlantic Records under 1950-talet med låtar som "Teardrops from My Eyes" (1950), "5-10-15 Hours" (1952). Under 1960-talet blev hon mor och tog det lugnt med karriären. Hon var aktiv som artist fram till sin död.